# ボアアップ
ボアアップ (英語: bore up) とは、レシプロエンジンの排気量を増加させる手法の一つ。

## 概要
内燃機関の出力向上は、内部の摩擦抵抗を減らすことと燃料の種類を変えることを別とすると、単位時間当たりの吸入空気（酸素）量と燃料供給を増やし、燃焼エネルギーを増大させることで得られる。それには、過給、回転上限の拡大、排気量拡大の各方法がある。
レシプロエンジンの排気量の拡大には、気筒数を増やす、シリンダーボア（内径）を大きくする、ピストンストロークを長くするなどが挙げられる。この内、ボアアップとは、シリンダーボアとピストン径を大きくする変更のことである。シリンダー内壁の磨耗に対する処置である、ピストンをオーバーサイズのものに換える程度の排気量変化は、ボアアップの範疇には含まれない。逆にボアとピストン径を縮小する場合はボアダウンと呼ぶ。また、構造の全く異なるヴァンケルロータリーエンジンでの排気量拡大は、このような加工では行えない。
ボアアップのメリットとしては、比較的少ない投資で排気量を拡大できる点にある。圧縮比の設定や潤滑、冷却の改善などを含め、正しく組み上げられれば、吸入空気量が増える分、よりトルクが得られ、使用回転域が変わらなければ（回転上限が低くならなければ）馬力も増す。
ストロークを伸ばすストロークアップは、通常はクランクシャフトの変更で対応するが、シリンダーブロックの高さやコンロッドの最大角度による制限があり、回転上限が下がる場合もあるため、同系列のロングストロークエンジンの部品を流用する以外では難易度が高く、社外品のキットを組む場合もシリンダーブロック側のコンロッド逃げ加工などの高度なメカチューンが必須となる為に費用が高価となりがちである。そのブロック本来のストロークの限界を超える極端なロングストローク化を行う場合や、ピストン径のそれ以上の増大が物理的に行えない場合にはシリンダーライナー（スリーブ）を一旦除去し、シリンダー合わせ面と同一形状のスペーサーを追加し、延長ライナーを新たに打ち込むハイブロック化と呼ばれるチューニングが行われる事もある。ボア、ストロークともに大きくして排気量を上げることをスープアップ（souped-up）ということがある。

## 方法
自動車メーカーが改良や追加設定用として従来型エンジンに手を加えるもの、ユーザーが類似系列のエンジンのシリンダーやピストン（ピストンは他社製や社外品を用いることも多い）を流用して行うもの、ショップが製作した社外品を使うなど、形態は様々。
シリンダーライナー（スリーブ）とピストン、クランクシャフトを、同系列エンジンの上位排気量のものに換える。
例 - ゼファー400のエンジンにゼファー550のピストンとシリンダーライナー、クランクシャフトを組み込む。
シリンダーをボーリングし、それに合わせた専用ピストンを組む
例 - SR20DETにVG30DETTのピストンを組み込む。
シリンダーブロックを上位エンジンの物と入れ替える
例 - 1JZ-GTEに2JZ-GTEのシリンダーブロックを組み込む。